# Proces krakowski (1880)

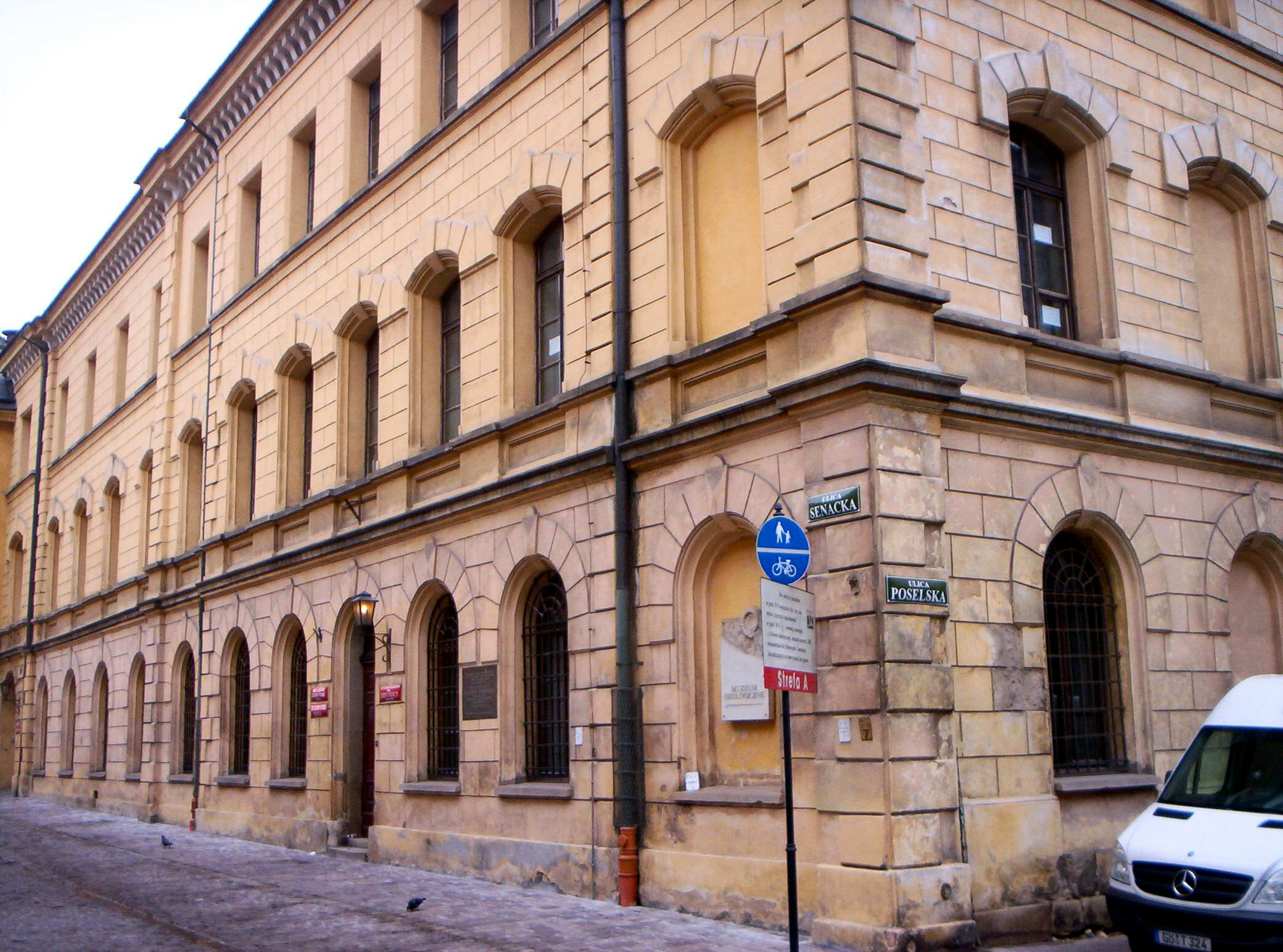
Budynek sądu przy ulicy Senackiej gdzie odbywał się proces (obecnie Muzeum Geologiczne)

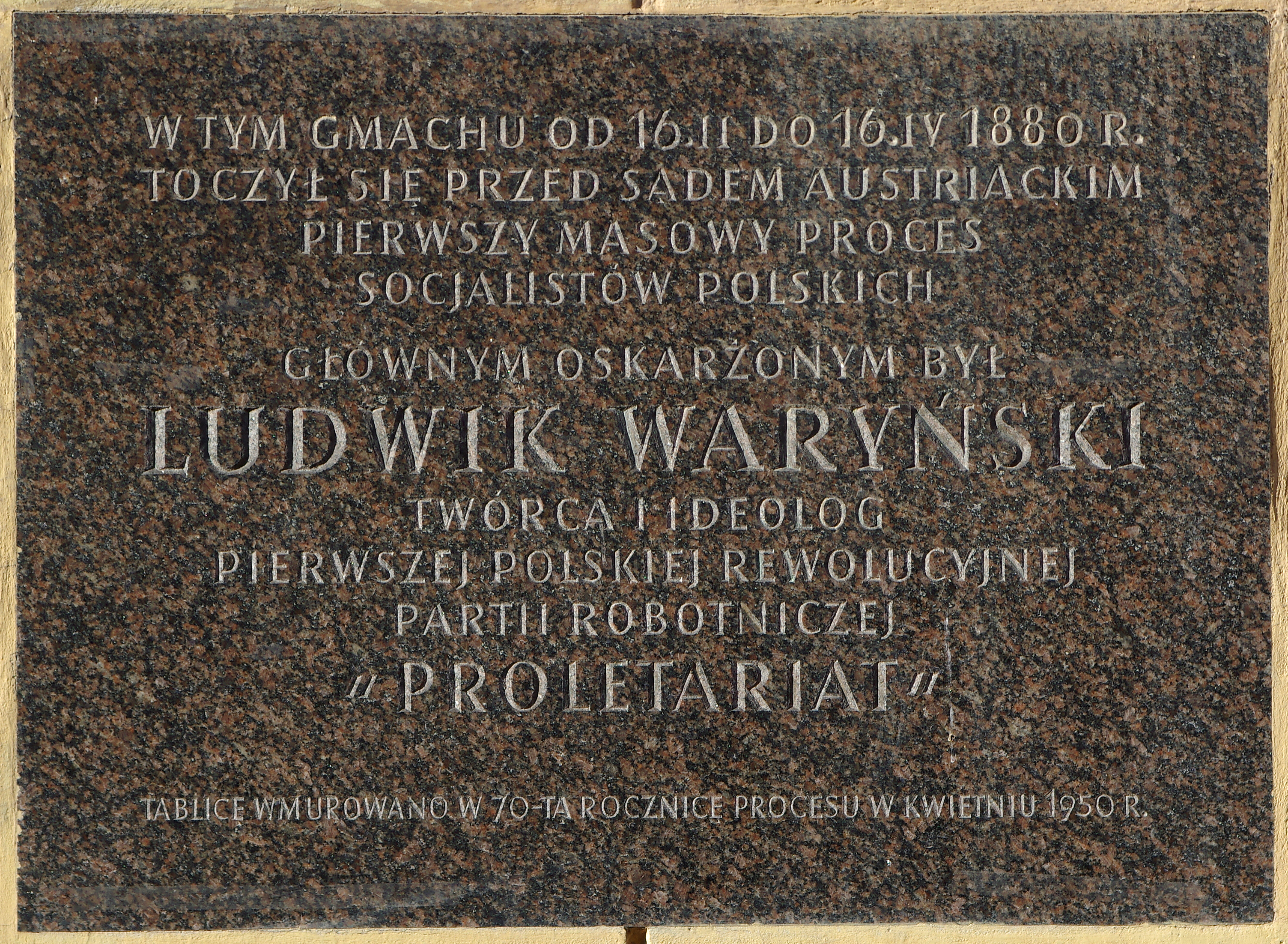
Tablica pamiątkowa na budynku

Proces krakowski, proces krakowski Ludwika Waryńskiego i towarzyszy – proces trzydziestu pięciu polskich socjalistów oskarżonych o spiskowanie przeciwko monarchii austro-węgierskiej, podburzanie ludności i zakłócanie spokoju społecznego. Toczył się od 16 lutego do 16 kwietnia 1880 roku w Krakowie.
Na ławie oskarżonych znalazł się dwudziestoczteroletni wówczas Ludwik Waryński, a także siatka jego współpracowników aresztowanych w 1879 roku: jego brat Stanisław i Jan Kozakiewicz, bracia Antoni Wincenty i Mieczysław Mańkowscy, Stanisław Mendelson, Witold Piekarski, Ludwik Straszewicz, Hieronim Truszkowski, E. Kobylański oraz T.J. Uziembło.
Był to pierwszy tak duży proces wobec działaczy socjalistycznych w Galicji. Odbywał się w gmachu sądu (obecnie Muzeum Geologiczne) przy ulicy Senackiej 1. Obrońcami większości oskarżonych był Maksymilian Machalski. Piekarskiego, M. Mańkowskiego i Straszewicza bronił profesor Józef Rosenblatt, którego mowa obrończa przeszła do historii.
Proces prowadzony był w trybie postępowania karnego (jawnie, z udziałem ławy przysięgłych), co wykorzystali oskarżeni, w szczególności Ludwik Waryński, do propagowania socjalistycznych idei i szczegółowego omówienia założeń socjalizmu. Bolesław Jędrzejowski opisywał, że zarzuty prokuratora Brazona (Brasona) były niedorzeczne, a oskarżeni bez problemu odpierali je, często okrywając oskarżyciela śmiesznością. Dzięki relacjom prasowym Waryński i inni działacze mieli możliwość dotarcia ze swoimi ideami do szerokich warstw społecznych, wcześniej dla nich nieosiągalnych.
Wszyscy oskarżeni zostali ostatecznie uniewinnieni. Ludwik Waryński został skazany na tydzień aresztu i wydalenie z Austro-Węgier za naruszenie przepisów meldunkowych. Wraz z bratem udali się do Szwajcarii, gdzie Stanisław podjął studia medyczne, a Ludwik kontynuował działalność socjalistyczną.